# Kara Wolters
Kara Elizabeth Wolters (nacida el 15 de agosto de 1975 en Natick, Massachusetts) es una exjugadora de baloncesto estadounidense. Consiguió 3 medallas con  Estados Unidos en mundiales y Juegos Olímpicos. 